# Александров, Григорий Васильевич (генерал)
Григо́рий Васи́льевич Алекса́ндров (1895—1966) — советский военачальник, генерал-майор интендантской службы (1942).

## Биография
Родился в 1895 году в семье крестьянина-бедняка в селе Марьевка ныне в Пензенском районе Пензенской области.  Русский. Участник Первой мировой войны а. В РККА с 1918 года. Участник Гражданской войны в качестве комиссара-политработника. Член ВКП(б) с 1920 года. В 1921 году переведён в военное коневодство. В конце 1930 года назначен начальником управления военно-конными заводами РККА.
В 1931 году побывал в учебной командировке в Германии. 17 февраля 1936 года присвоено звание «бригинтендант».
В период репрессий в РККА был арестован сотрудниками Особого отдела СКВО 18 ноября 1937. Был обвинён в участии в военно-фашистском заговоре, в организации вредительства на военно-конных заводах, в недонесении о подготовке терактов в отношении руководителей партии и государства и в вербовке в заговор новых членов. На предварительном следствии сначала признался во вменяемых ему преступлениях, но 24 января 1939 отказался от данных показаний. 13 ноября военный трибунал Северо-Кавказского военного округа рассмотрел дело Александрова и, придя к выводу, что вина подсудимого не доказана, направил дело на доследование обратно в Особый отдел. Дело Александрова было объединено с делом бригадного комиссара Ф. В. Богачёва, а затем направлено в Главную военную-прокуратуру для последующей передачи на рассмотрение ВКВС. Оттуда групповое дело было направлено начальнику в Особое совещание при НКВД СССР с предложением разделить его, переквалифицировать обвинение в отношении Александрова с 58 статьи на 193 и направить военному прокурору СКВО, что и было сделано. 10 октября 1940 помощник военного прокурора СКВО прекратил дело. Александров был освобождён и восстановлен в кадрах РККА.
Участник Великой Отечественной войны с 28 июня 1941 года. В 1941 году последовательно служил интендантом 28-й, 20-й и 24-й армий. Затем был помощником командующего 64-й армии М. С. Шумилова по тылу и начальником управления тыла этой армии. После переформирования армии в 7-ю гвардейскую армию был назначен на ту же должность в новой армии.
По окончании войны руководил службой тыла ряда военных округов. В отставке с 1955 года. Скончался 28 сентября 1966 в Москве.

## Звания
- Бригинтендант (17.02.1936[4])
- Генерал-майор интендантской службы (10.11.1942[5])

## Награды
- 2 ордена Ленина:

1. 7 июня 1931 года «За особо выдающиеся заслуги в области коневодства»
2. 21.02.1945

- 4 ордена Красного знамени (01.04.1943, 26.10.1943, 03.11.1944, 1949)
- Орден Кутузова 2-й степени (13.09.1944)
- Орден Богдана Хмельницкого 2-й степени (28.04.1945)
- Орден Красной Звезды (1935[1])
- Медаль «XX лет Рабоче-Крестьянской Красной Армии»[1]
- Медаль «За оборону Москвы»
- Медаль «За оборону Сталинграда»[7]
- Медаль «За взятие Будапешта»